# Bellator 36
Bellator XXXVI foi um evento de MMA organizado pelo Bellator Fighting Championships, ocorrido no dia 12 de março de 2011 no Shreveport Municipal Auditorium em Shreveport, Louisiana. O evento contou com lutas do Torneio de Leves da Quarta Temporada do Bellator. O evento foi ao ar na MTV2.

## Background
Toby Imada era originalmente esperado para enfrentar o francês Ferrid Kheder. Porém, Kheder recusou se pesar e Josh Shockley foi tirado do card preliminar para enfrentar Imada.
O adversário oficial de Shockley seria Kelvin Hackney, além de se pesar, porém foi tirado do card e foi pago para ele a bolsa de luta e de vitória. Hackney então lutou no Bellator 45.
O evento acumulou cerca de 230,000 telespectadores na MTV2.